# Adán Machado
Adán Machado (* 5. Februar 1955 in Montevideo) ist ein ehemaliger uruguayischer Fußballspieler und heutiger Trainer.

## Karriere

### Spielerlaufbahn
Defensivakteur Machado spielte in den 1970er und 1980er Jahren für Nacional Montevideo und den Racing Club aus Avellaneda. Für Racing absolvierte er 1980 zwei Spiele und schoss ein Tor.

### Trainertätigkeit
Machado war 1997 als Trainer für die Mannschaft Central Españols verantwortlich. Von 1999 bis Ende 2000 hatte er diese Position bei River Plate Montevideo in der Primera División inne. Mitte August 2012 verpflichtete ihn SD Aucas als Trainer. Beim Klub aus Quito blieb er bis Jahresende. Es folgte im ersten Halbjahr 2003 ein Engagement bei Juventud. An der Seite Juan Ramón Carrascos war er alsdann Co-Trainer der uruguayischen A-Nationalmannschaft. Am 12. März 2007 übernahm er erneut die Trainingsleitung bei Central Español. Am Jahresende trennten sich jedoch Machado und der Verein. Am 3. März 2008 übertrug ihm Miramar Misiones die Verantwortung für die Profimannschaft. Diese Anstellung endete am 24. Mai 2010. Vom 8. Februar 2011 bis 7. März jenes Jahres war der Durazno FC in der Segunda División sein Arbeitgeber.